# 大界木山

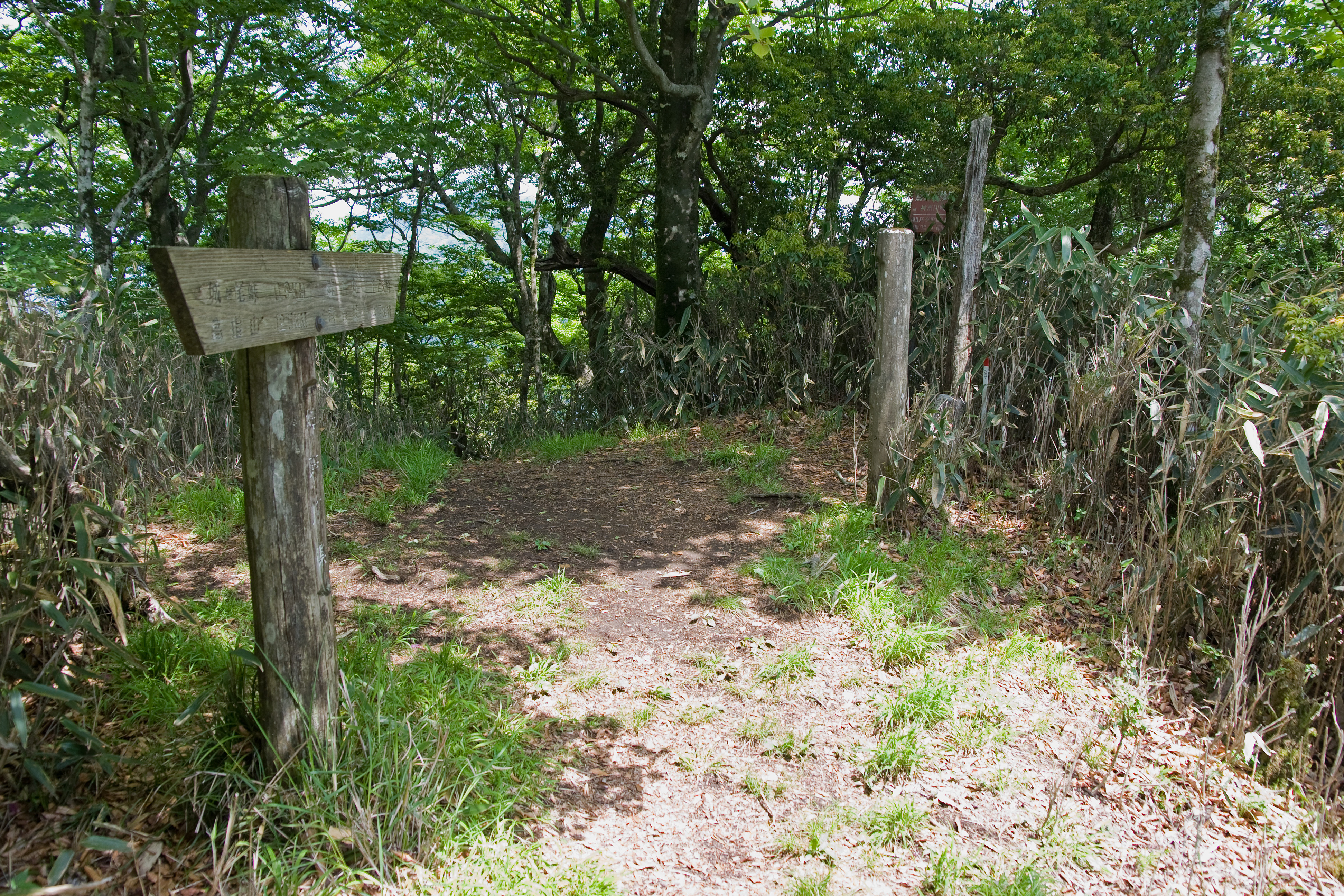
大界木山の山頂部

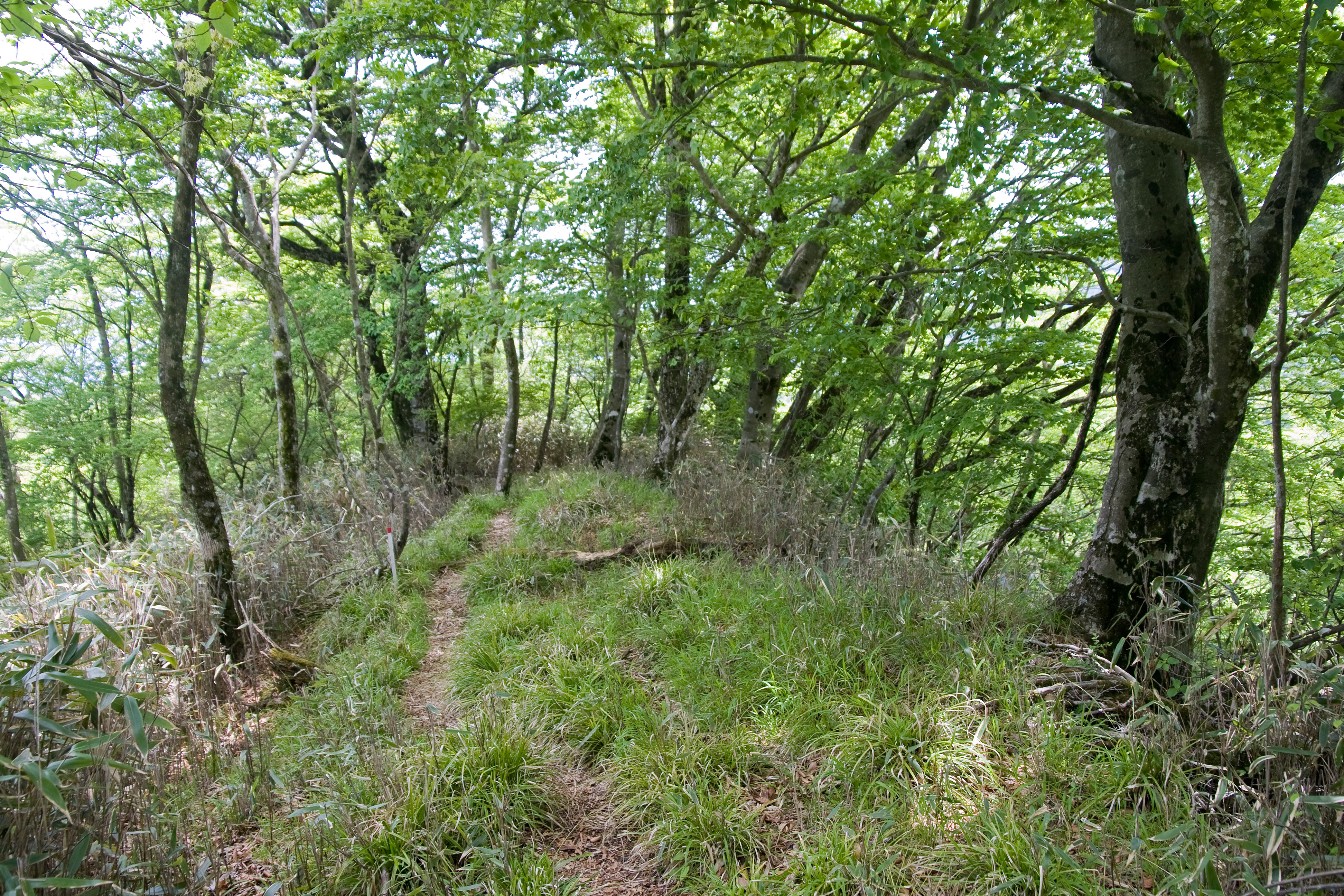
大界木山付近の樹林に覆われた登山道

大界木山（だいかいぎやま）は丹沢山地西部、神奈川県足柄上郡山北町と山梨県南都留郡道志村の境に位置する標高1,246mの山である。

## 概要
神奈川・山梨県境に伸びる甲相国境尾根の東部に位置する小ピークで、山頂より南側（神奈川県側）は県立丹沢大山自然公園に、北側（山梨県側）は横浜市水道局の水源涵養林に指定されている。山頂周辺はブナを中心とした自然林に覆われており、冬枯れの時期以外は展望はほとんどない。
大界木山からは東西に国境尾根が、北側には鳥ノ胸山（とんのむねやま）方面へ連なる尾根が伸びている。東側の国境尾根はモロクボ沢ノ頭・水晶沢ノ頭・加入道山と続き、同尾根最高峰の大室山（1,588m）へ至る。西側は城ヶ尾峠・城ヶ尾山・菰釣山と連なり、神奈川・山梨・静岡3県境の三国山へ至る。北側の尾根はいったん浦安峠へ下り、平指山・雑木ノ頭などの小ピークを連ね、鳥ノ胸山へ至る。

## 山名の由来
江戸時代に丹沢山地一帯の森林は幕府の御用林となり、特に重宝されていた カヤ、クリ、ケヤキ、スギ、ツガ、モミは「丹沢六木（たんざわろくぼく）」と呼ばれ、庶民が伐採することは御法度とされていた。
大界木山の北側を流れるノマノ沢（道志川の支流のひとつ）にはかつて、丹沢六木の一つであるケヤキの大木があり、それは庶民があこがれる名木であった。このようなことから「大きなケヤキがある山」の意味が転じて大ケヤキ山→大界木山になったといわれている。

## 周辺の山
| 山容 | 名称           | 標高（m） | 大界木山からの 方角と距離（km） | 備考                            |
| ---- | -------------- | --------- | ------------------------------- | ------------------------------- |
|      | 三国山         | 1,340     | 南西 12.6                       |                                 |
|      | 菰釣山         | 1,379     | 西南西 3.8                      | こもつるしやま                  |
|      | 中ノ丸         | 1,280     | 西 2.0                          |                                 |
|      | 城ヶ尾山       | 1,199     | 南西 1.0                        |                                 |
|      | 城ヶ尾峠       | 1,163     | 南西 0.8                        |                                 |
|      | 大界木山       | 1,246     | 0                               |                                 |
|      | 平指山         | 1,146     | 北北西 1.1                      |                                 |
|      | 鳥ノ胸山       | 1,208     | 北北西 2.4                      | とんのむねやま 山梨百名山       |
|      | モロクボ沢ノ頭 | 1,190     | 東 0.6                          |                                 |
|      | 畦ヶ丸         | 1,293     | 東 1.5                          |                                 |
|      | 加入道山       | 1,418     | 北東 4.4                        |                                 |
|      | 大室山         | 1,588     | 北東 5.8                        | 甲相国境尾根最高地点 山梨百名山 |

## 周辺の山小屋

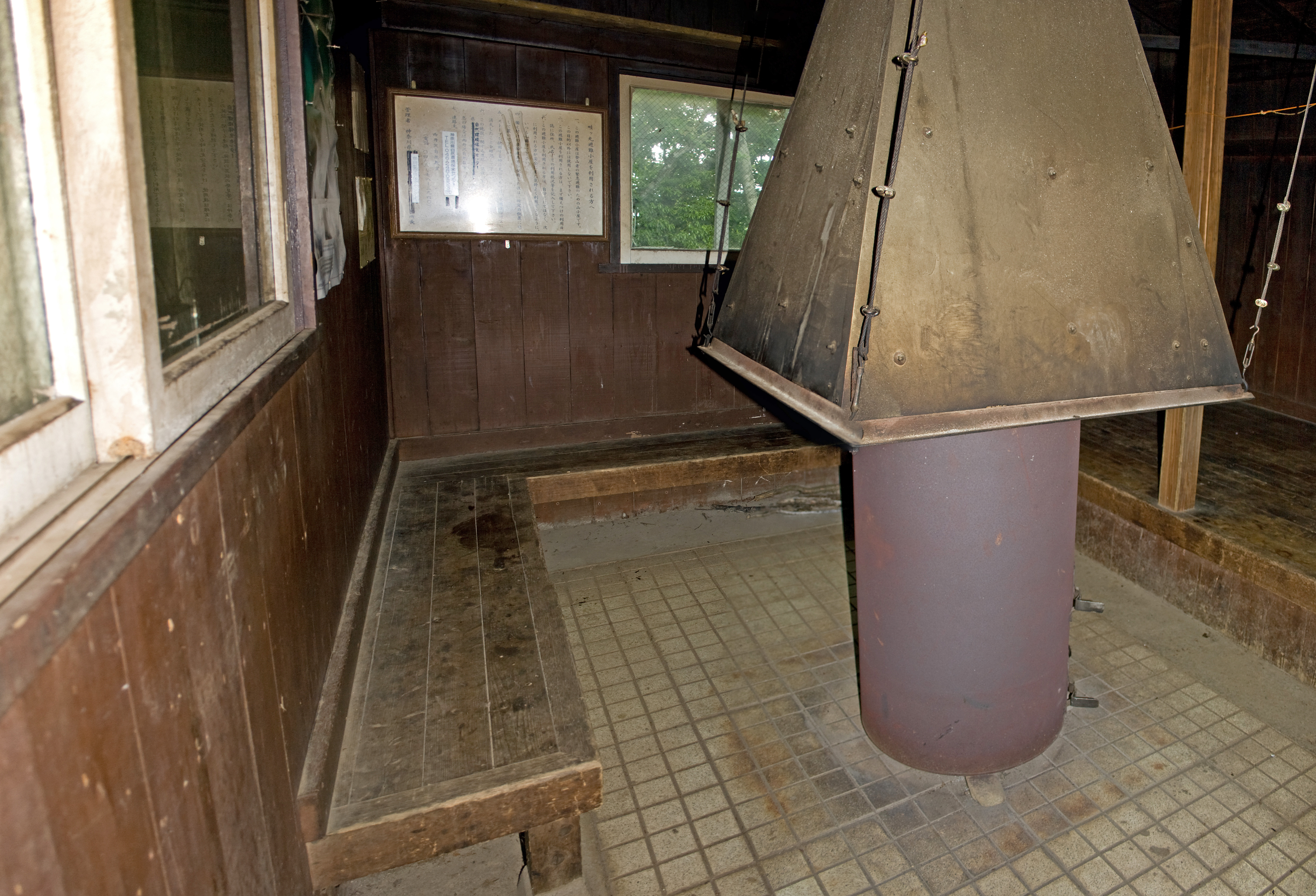
畦ヶ丸避難小屋の内観

最寄りの山小屋は畦ヶ丸の山頂付近にある畦ヶ丸避難小屋であるが、檜洞丸の青ヶ岳山荘を除いて丹沢山地西部の山小屋は無人小屋であり、宿泊の際は寝具や自炊具などの登山装備が必須となる。
| 画像 | 名称           | 位置             | 大界木山からの 方角と距離（km） | 備考                 |
| ---- | -------------- | ---------------- | ------------------------------- | -------------------- |
|      | 菰釣避難小屋   | 菰釣山の東       | 西南西 3.2                      | 無人小屋・トイレなし |
|      | 畦ヶ丸避難小屋 | 畦ヶ丸山頂付近   | 東 1.4                          | 無人小屋・トイレあり |
|      | 加入道避難小屋 | 加入道山山頂付近 | 北東 4.4                        | 無人小屋・トイレなし |